# Babia Góra Nationalpark
Babia Góra Nationalpark (polsk: Babiogórski Park Narodowy) er en af de 23 nationalparker i Polen, og ligger i den sydlige del af landet, i Lillepolens Voivodeship, på grænsen til Slovakiet . Parken har sit hovedkvarter i landsbyen Zawoja .
Parken har et areal på 33,92 km2 , hvoraf skovene dækker 31,98 km2. Parken inkluderer den nordlige og en del af den sydlige side af Babia Góra-massivet, hvoraf den største top (også kendt som Diablak) er det højeste punkt i bjergkæden Orava Beskids på 1.725 moh. Der er et beskyttet område, Horná Orava beskyttede landskab på den slovakiske side af massivet.
Området Babia Góra blev først bragt under beskyttelse i 1933, da Babia Góra Reservatet blev oprettet. Den 30. oktober 1954 blev det udpeget som en nationalpark. Siden 1976 er det blevet opført af UNESCO som et biosfærereservat under Menneske og biosfære-programmet (MaB). Området med biosfærereservat blev udvidet i 2001.

## Fauna
- 105 fuglearter (inklusive spætter og hornugler )
- Dyr som hjorte, los, ulve og bjørne
- Insekter, især biller, herunder nogle der er unikke for området

## Galleri
- Babia Gora (1.725 moh.), nationalparkens højeste top
- Topen af Babia Góra
- Babia Góra set fra Mosorny Groń
- En skov i Babia Góra Nationalpark
- En bjergsti
- Landskab i Beskid Żywiecki i Vestlige Karpater.
- Babia Góra og Pilsko set fra Rysianka
- Campanula polymorpha
- Ostoja Babiogórska naturreservat med alpin flora
- En skovsti
- Solnedgang over Ostoja Babiogorska